# Jūjō
Jūjō (十条) est un quartier populaire de l'arrondissement de Kita, à Tokyo. Ce quartier se situe à environ 10 minutes au nord d'Ikebukuro en train. Le quartier est desservi par la gare de Jūjō de la ligne Saikyō. Jūjō est particulièrement connu pour sa galerie commerçante couverte "Jūjō Ginza" qui se trouve à proximité de l'entrée de la gare de Jūjō. 
Le quartier accueille également de nombreuses boutiques traditionnelles et des bains publics (sentō).